# Мало (Швеція)
Мало (швед. Malå) — містечко (tätort, міське поселення) у північній Швеції в лені  Вестерботтен. Адміністративний центр комуни Мало.

## Географія
Містечко знаходиться у північній частині лена  Вестерботтен за 650 км на північ від Стокгольма.

## Історія
Одна з версій про походження назви містечка виводить її від назви річки Молль (Måll), що мала би означати шведське діалектне «пісок, гравій або галька».

## Герб
Герб ландскомуни Мало було прийнято 1962 року. 
Сюжет герба: у червоному полі над відділеною хвилясто срібною основою дві покладені навхрест срібні сокири.
Сокири уособлюють місцеву лісопереробну промисловість. Червоний колір символізує поклади міді. 
Хвилясте ділення вказує на щедрі водні ресурси.
Після адміністративно-територіальної реформи, проведеної в Швеції на початку 1970-х років, муніципальні герби стали використовуватися лишень комунами. Цей герб був 1971 року перебраний для нової комуни Мало.

## Населення
Населення становить 2 043 мешканців (2018).

## Спорт
У поселенні базується футбольний клуб Мало ІФ, який має секції хокею з шайбою, футболу, волейболу, флорболу та інших видів спорту.
Щорічно в лютому проводяться лижні перегони на трасі завдовжки в 43 км (Malmfältsloppet).

## Галерея

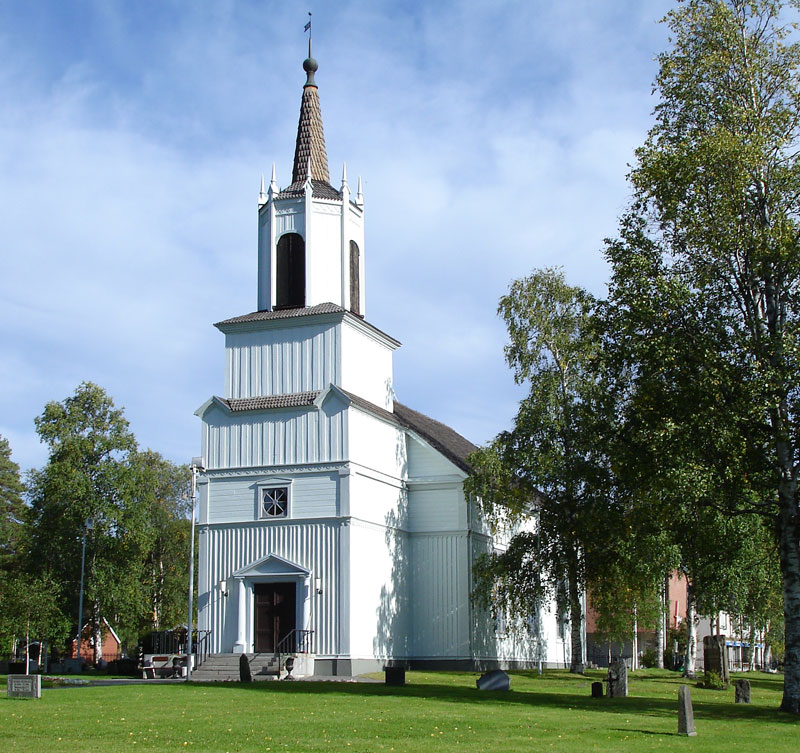
Церква

## Покликання
- Сайт комуни Мало [Архівовано 10 січня 2013 у Wayback Machine.]